# ERP-Fonds
Der ERP-Fonds (Abkürzung von European Recovery Program = Europäisches Wiederaufbau-Programm) besteht seit 1962 und wird seit 2002 von der Austria Wirtschaftsservice Gesellschaft (aws) verwaltet.

## Marshall-Plan
Er ist eine österreichische Förderungseinrichtung der Mittel, die die Republik Österreich aus dem Titel des Marshall-Plans nach dem Zweiten Weltkrieg erhielt. Diese Mittel werden auch als Counterpart-Mittel bezeichnet.
Der Fonds verfügte im Jahr 1994 über ein Vermögen von 28 Milliarden Schilling (heute inflationsbereinigt umgerechnet 3,19 Milliarden Euro). Die Erträge ermöglichen zinsbegünstigte Kredite für Investitionen.